# Pont de Batllori
Pont de Batllori és una obra d'Esponellà (Pla de l'Estany) inclosa a l'Inventari del Patrimoni Arquitectònic de Catalunya.

## Descripció
Pont que permetia el pas per la riera Bacallà. Té un sol arc de mig punt adovellat i està construït amb carreus irregulars. Està cobert de vegetació. A l'hora de construir una carretera a prop de l'emplaçament del pont, aquest va quedar en desús.